# 村上信五のスポーツ奇跡の瞬間アワード
『村上信五のスポーツ奇跡の瞬間アワード』（むらかみしんごのスポーツきせきのしゅんかんアワード）は、フジテレビ系列で2017年から毎年1回、12月30日に放送されていたスポーツトークバラエティ番組及び特別番組。関ジャニ∞の村上信五の冠番組である。

## 概要
2017年よりフジテレビでは毎年12月30日を「スポーツの祭典」と題して、朝から夜まで一日にわたり各スポーツ特番を放送されて、この「スポーツの祭典」を締めくくる番組として、ゴールデンタイム・プライムタイムに放送されている一年間の各スポーツの映像を振り返りながらゲストのアスリートやタレントとトークを展開するバラエティ番組。
関ジャニ∞の村上信五がMCを務める。
本番組は2017年から2019年まで毎年12月30日に放送されていたが、2020年は同日に同局系列スペシャルドラマ『教場』が再放送されたため、本番組の放送は無かった。

## 出演者
MC
- 村上信五（関ジャニ∞）

進行
- 三田友梨佳（フジテレビアナウンサー） - 第1弾
- 宮司愛海（フジテレビアナウンサー） - 第2弾

## 放送データ
| 回 | 放送タイトル                             | 放送日                   | 放送時間（JST） | 備考                 |
| -- | ---------------------------------------- | ------------------------ | --------------- | -------------------- |
| 1  | 村上信五のスポーツ奇跡の瞬間アワード2017 | 2017年12月30日（土曜日） | 21:00 - 23:10   | 『土曜プレミアム』枠 |
| 2  | 村上信五のスポーツ奇跡の瞬間アワード2018 | 2018年12月30日（日曜日） | 21:00 - 23:09   |                      |
| 3  | 村上信五のスポーツ奇跡の瞬間アワード2019 | 2019年12月30日（月曜日） | 22:00 - 23:29   |                      |

## スタッフ
第2弾（2018年12月30日放送分）
- 企画：東園基臣（フジテレビ）
- 構成：天野敏宏、渡邊真穂、水野守啓、森一盛、山田勇、日高ユウキ、小島美一（森〜小島は第2弾のみ、小島→第1弾はリサーチのみ）
- リサーチ：高橋勝喜、高橋ゆきお
- TM：大嶋徹（共テレ）
- TD／SW：菊池謙（共テレ）
- CAM：伴野匡（共テレ）
- VE：冨田祐介（共テレ）
- AUD：久馬邦一（共テレ）
- 照明：狩信篤志
- 美術プロデューサー：副島翔太郎（フジテレビ）
- デザイン：齋田崇史（フジテレビ）
- アートコーディネーター：西村貴則
- 大道具制作：大川原祐也
- アートフレーム：石井知(智)之
- アクリル装飾：日野直治
- 電飾：森智
- 生花装飾：荒川直史
- メイク：山田かつら
- CG：奥田真也
- イラスト：タカハシジュン
- 音効：樋口謙
- TK：池田美香
- オフライン：坂口雄祐
- 編集：永井慎二
- MA：米山佐知子
- 写真協力：アフロ、ゲッティ、朝日新聞社 / ゲッティ
- 映像協力：Jリーグメディアプロモーション
- 協力：ジャニーズ事務所
- 広報：神崎素子（フジテレビ）
- 協力プロデューサー：竹内太郎、吉田昇、植村敦、長谷川雅宏（以上フジテレビ、竹内→第1弾から、それ以降は第2弾のみ）
- 演出スタッフ：富本純平、真木康治、木村汐里
- AP：伊藤左紀
- FD：中島義天（スマイト・ピクチャーズ）
- ディレクター：峰尾圭一（スマイト・ピクチャーズ、第1弾から）、池端強、西岡奈美、野村緑（以上共テレ）、奥村達哉、徳舛充人（以上STAYTUNED）
- 総合演出：鈴木優（共テレ）、赤平卓（nosco）
- プロデューサー：竹内康人（共テレ）、藤代賢二（スマイト・ピクチャーズ）、勝田久美子（共テレ）、佐藤謙治、小林靖子（SSSystem）
- チーフプロデューサー：太田光史（フジテレビ）
- 制作協力：共同テレビ
- 制作：フジテレビスポーツ局
- 制作著作：フジテレビ

### 過去のスタッフ
- VE：佐藤光（共テレ、第1弾）
- AUD：野澤研二（共テレ、第1弾）
- 照明：高木一成（第1弾）
- 編集：川西杉仁（第1弾）
- MA：渡邊優久（第1弾）
- 音効：有木岳人（第1弾）
- 大道具制作：内海靖之（第1弾）
- 大道具操作：新屋貴之（第1弾）
- アクリル装飾：松本健（第1弾）
- スタイリスト：山下友子（第1弾）
- 技術協力：J-crew、IMAGICA、東京オフラインセンター（以上3社が第1弾のみ）
- 美術協力：フジアール（第1弾）
- 写真・映像協力：ベースボール・マガジン社ほか（第1弾）
- リサーチ：JFK(ジャパンフッテージ)、小池元太（以上の第1弾のみ）
- 広報：鈴木文太郎（フジテレビ、第1弾）
- 営業：宮川健（フジテレビ、第1弾）
- TK：小島陽子（第1弾）
- 協力プロデューサー：蓮沼貴宏（フジテレビ、第1弾）
- AD：津森恵仁、中森達也（以上の第1弾のみ）
- AP：鈴木礼奈（第1弾）
- 制作進行：市川義信（第1弾）
- ディレクター：久佐賀浩之、瀧澤卓、福田和也、高瀬康宏（以上の第1弾のみ）
- プロデューサー：八木信人（FCC）
- 制作協力：FCC、ノスコ・コンフィデンシャル、スマイト・ピクチャーズ（以上3社が第1弾のみ）